# Kelet-szibériai vaddisznó
A kelet-szibériai vaddisznó (Sus scrofa sibiricus) az emlősök (Mammalia) osztályának párosujjú patások (Artiodactyla) rendjébe, ezen belül a disznófélék (Suidae) családjába tartozó vaddisznó (Sus scrofa) egyik alfaja.

## Előfordulása
A kelet-szibériai vaddisznó előfordulási területe a Bajkál-tó, a Bajkálontúl (tájegység Oroszországban; földrajzi szempontból Szibéria déli hegyvidékeihez tartozik), valamint Mongólia északi és északkeleti részei.

## Megjelenése
A volt Szovjetunió területén élő legkisebb vaddisznó alfaj. A szőrzete sötétbarna, majdnem fekete színű. A pofájától a füléig, világosszürke sáv húzódik. A koponyája négyszögszerű, míg a könnycsontjai (os lacrimale) rövidek.

## Fordítás
- Ez a szócikk részben vagy egészben  a   Wild boar című angol Wikipédia-szócikk ezen változatának fordításán alapul.  Az eredeti cikk szerkesztőit annak laptörténete sorolja fel. Ez a jelzés csupán a megfogalmazás eredetét és a szerzői jogokat jelzi, nem szolgál a cikkben szereplő információk forrásmegjelöléseként.